# Tárkány
Tárkány est un village et une commune du comitat de Komárom-Esztergom en Hongrie. D'apres les sources le descendant direct est Bilal Tarkany